# Czernidłówka różowawa
Czernidłówka rożowawa, czernidłak różowawy (Coprinopsis erythrocephala (Lév.) Redhead, Vilgalys & Moncalvo) – gatunek grzybów należący do rodziny kruchaweczkowatych (Psathyrellaceae).

## Systematyka
Pozycja w klasyfikacji według Index Fungorum: Coprinopsis, Psathyrellaceae, Agaricales, Agaricomycetidae, Agaricomycetes, Agaricomycotina, Basidiomycota, Fungi.
Po raz pierwszy opisał go w 1841 r. Joseph Henri Léveillé, nadając mu nazwę Agaricus erythrocephalus. W 1874 r. Elias Fries przeniósł go do rodzaju Coprinus (czernidłak). W wyniku badań filogenetycznych prowadzonych na przełomie XX i XXI wieku mykolodzy ustalili, że rodzaj Coprinus jest polifiletyczny i rozbili go na kilka rodzajów. Obecną, uznaną przez Index Fungorum nazwę nadali temu gatunkowi Scott Alan Redhead, Rytas J. Vilgalys i Jean-Marc Moncalvo w 2001 r.
Polską nazwę czernidłak różowawy zaproponował Władysław Wojewoda w 2003 r. dla synonimu Coprinus erythrocephalus. Po przeniesieniu do rodzaju Coprinellus nazwa ta stała się niespójna z obecną nazwą naukową. W 2025 r. Komisja ds. Polskiego Nazewnictwa Grzybów Polskiego Towarzystwa Mykologicznego zarekomendowała dla rodzaju Coprinopsis nazwę czernidłówka.

## Występowanie i siedlisko
W Europie Coprinopsis erythrocephala jest dość szeroko rozprzestrzeniony, ale rzadki. W piśmiennictwie naukowym na terenie Polski podano trzy jego stanowiska, w tym dwa przedwojenne podane przez mykologów niemieckich w Kwidzynie. Po wojnie jedno stanowisko podała M. Lisiewska i D. Celka w 1995 r. w Poznaniu. Według W. Wojewody prawdopodobnie jest bardzo rzadki i zagrożony. Nowsze stanowisko podał B. Gierczyk w 2011 r. Jeszcze nowsze stanowiska podaje internetowy atlas grzybów. Jest w nim zaliczony do gatunków rzadkich i wartych objęcia ochroną.
Saprotrof. Występuje w lasach, przy drogach na zbutwiałym drewnie i opadłych liściach drzew liściastych. Zwykle występuje grupami w miejscach wilgotnych i bogatych w azot.